# Nevşehirli Damat İbrahim Paixà
Nevşehirli Damat İbrahim Paixà (Muskhara, Nevşehir vers 1662- Istanbul 1730) fou gran visir otomà sota Ahmet III del 1718 al 1730.
Va entrar de jove al servei de palau i va conèixer al príncep Ahmed (Ahmet) que quan va pujar al tron el 1703 el va nomenar secretari del cap dels eunucs. Al cap de sis anys, per intrigues de la cort, fou desterrat a Edirne. El 1715 participà en la campanya de Silahdar Damat Ali Paşa a Grècia i el 1716 a la campanya de Peterwardein com a defterdar de Nish i va comunicar la notícia de la derrota a Ahmet. En endavant va ocupar llocs propers al sultà i el febrer del 1717 es va casar amb Fàtima, filla d'Ahmet, que amb 13 anys ja era vídua d'Ali Paşa. Va tractar d'influir per fer la pau amb Àustria però el gran visir Hacı Halil Paşa, partidari de la guerra, va predominar fins que la pèrdua de Belgrad (agost del 1717) va obligar els otomans a negociar i es va signar un armistici l'1 de febrer de 1718.
Ibrahim, com a representant del corrent de la pau, fou nomenat gran visir el 9 de maig de 1718; els seus esforços per la pau portaren al tractat de Passarowitz dos mesos després (21 de juliol de 1718). En endavant es va dedicar a mesures internes de reforçament de l'economia i el progrés abandonant tota idea d'expansió exterior, limitant els pagaments militars i estabilitzant la moneda. Es van construir nombrosos palaus i vil·les al Bòsfor que foren centres de reunions culturals amb música i poesia, imitant el palau de Versalles i Fontainebleau, encara que reservat a les elits; aquesta època fou anomenada "Era de les Tulipes" (Lale dewri) per l'ús d'aquesta flor. Es va introduir per primer cop a Turquia la impremta. Però les pèrdues territorials consagrades a Passarowitz i d'altra banda les despeses de les construccions romàntiques del Bòsfor, encoratjaven al poble en contra del govern.
El 1722 Dürri Efendi va retornar de la seva ambaixada a Pèrsia i va informar que l'estat safàvida s'estava enfonsant, en descomposició interna i atacat o a punt de ser atacat per afganesos i russos. Ibrahim va convocar als notables recomanant intervenir, política que amenaçava no tant amb un conflicte amb Pèrsia, sinó amb Rússia, que aspirava als territoris a l'oest de la mar Càspia. Esfahan va capitular davant Mahmud Khan Ghilzay l'octubre del 1722 i Mahmud es va proclamar xa i el safàvida Sultan Husayn I fou empresonat a Esfahan. La intervenció otomana que va seguir (1723) va fer que Rússia i Turquia estiguessin a punt d'entrar en guerra, la qual es va evitar per la mediació de l'ambaixador francès marquès de Bonnac (juliol de 1723) i les dues parts van signar un acord el juny del 1724 pel que es repartien la major part de la Pèrsia del nord i de l'oest. Els otomans van ocupar Hamadan, Gandja, Tabriz, Rewan i altres llocs i el nou xa Tahmasp II va haver de demanar un alto el foc que va portar a l'efímer tractat de pau de Hamadan del 4 d'octubre de 1727.
La guerra es va reprendre el 1730 per la invasió persa; Ahmet III que ja estava satisfet amb el que havia obtingut, va haver de lluitar i va establir el seu quarter general a Usküdar, però no hi va haver cap acció vigorosa i això unit a altres motius latents va causar una revolta a Istanbul dirigida per Patrona Khalil. El sultà va prohibir llavors al gran visir Ibrahim d'acostar-se a la capital per reprimir la revolta, en una mesura destinada a acontentar als rebels, però quan la seva pròpia posició es va veure compromesa, va decidir sacrificar al gran visir i el 30 de setembre de 1730 el va fer detenir i el va destituir. Quan el shaykh al-Islam va emetre una fatwa que autoritzava la seva execució, fou mort (16 d'octubre de 1730)